# Gle Teuduek
Gle Teuduek är ett berg i Indonesien.   Det ligger i provinsen Aceh, i den västra delen av landet, 1 700 km nordväst om huvudstaden Jakarta. Toppen på Gle Teuduek är 804 meter över havet.
Terrängen runt Gle Teuduek är kuperad åt nordost, men åt sydväst är den bergig. Runt Gle Teuduek är det glesbefolkat, med 14 invånare per kvadratkilometer. Det finns inga samhällen i närheten. I omgivningarna runt Gle Teuduek växer i huvudsak städsegrön lövskog.